# Colliguay (Ñuble)
Colliguay, también conocido como Caserío Colliguay, es una localidad ubicada en la comuna de Chillán, en la Provincia de Diguillín, de la Región de Ñuble, Chile. Según el censo de 2017, tiene una población aproximada de 102 habitantes.
Está dividido por dos sectores, los cuales corresponden a Colliguay y Colliguay Sur.

## Historia
Fue un poblado conocido por tener una estación en la vía ferroviaria Ramal Rucapequén-Concepción, la cual conectaba en ese entonces las ciudades de Concepción y la Provincia de Ñuble, conectando con Chillán, fue popular por ser un punto de ingreso para artesanías y elementos agropecuarios, como lo son el trigo y Alfarería de Quinchamalí.
Actualmente es una zona de agricultura y residencias en fundos, conocido también por ser un lugar donde transita la vía ferroviaria Ramal Rucapequén.

## Toponimia
Su nombre proviene del mapudungún, donde "colli" es rojo, y "guay/huay" es espina o espinas, lo cual se refiere a la planta homónima.

## Servicios públicos
Actualmente, Colliguay posee un estadio conocido como Baldomero Contreras, un complejo comunitario y un cementerio que comparte con el poblado de Quinchamalí.

## Economía
Su economía depende de terrenos industriales y agropecuarios, como criaderos de animales, cereza, trigo y avena.